# آدریان برونل
آدریان برونل (انگلیسی: Adrian Brunel؛ ۴ سپتامبر ۱۸۹۲ – ۱۸ فوریهٔ ۱۹۵۸) یک هنرپیشه، کارگردان، و فیلم‌نامه‌نویس اهل بریتانیا بود. وی بین سال‌های ۱۹۱۷ تا ۱۹۴۰ میلادی فعالیت می‌کرد.